# Cantonul Erstein
Cantonul Erstein este un canton din arondismentul Sélestat-Erstein, departamentul Bas-Rhin, regiunea Alsacia, Franța.

## Comune
- Benfeld
- Bolsenheim
- Boofzheim
- Diebolsheim
- Daubensand
- Erstein
- Friesenheim
- Gerstheim
- Herbsheim
- Hindisheim
- Hipsheim
- Huttenheim
- Ichtratzheim
- Kertzfeld
- Kogenheim
- Limersheim
- Matzenheim
- Nordhouse
- Obenheim
- Osthouse
- Rhinau
- Rossfeld
- Sand
- Schaeffersheim
- Sermersheim
- Uttenheim
- Westhouse
- Witternheim